# Burkina Faso na Letnich Igrzyskach Olimpijskich 1992
Burkina Faso na Letnich Igrzyskach Olimpijskich 1992 reprezentowało 4 zawodników, 3 mężczyzn i 1 kobieta.

## Skład kadry

### Judo
- Nonilobal Hien - waga do 60 kg (odpadł w 1. rundzie)

### Lekkoatletyka
- Patrice Traoré Zeba - bieg na 100 m (odpadł w eliminacjach)
- Harouna Pale - bieg na 200 m (odpadł w eliminacjach)
- Chantal Ouoba - skok w dal - 24. miejsce